# 5584 Izenberg
5584 Izenberg este un asteroid din centura principală de asteroizi.

## Descriere
5584 Izenberg este un asteroid din centura principală de asteroizi. A fost descoperit pe 31 mai 1989 la Observatorul Palomar de Henry E. Holt. Asteroidul prezintă o orbită caracterizată de o semiaxă mare de 2,67 ua, o excentricitate de 0,12 și o înclinație de 12,8° în raport cu ecliptica.